# المتحدثون بشيفرة تشوكتاو

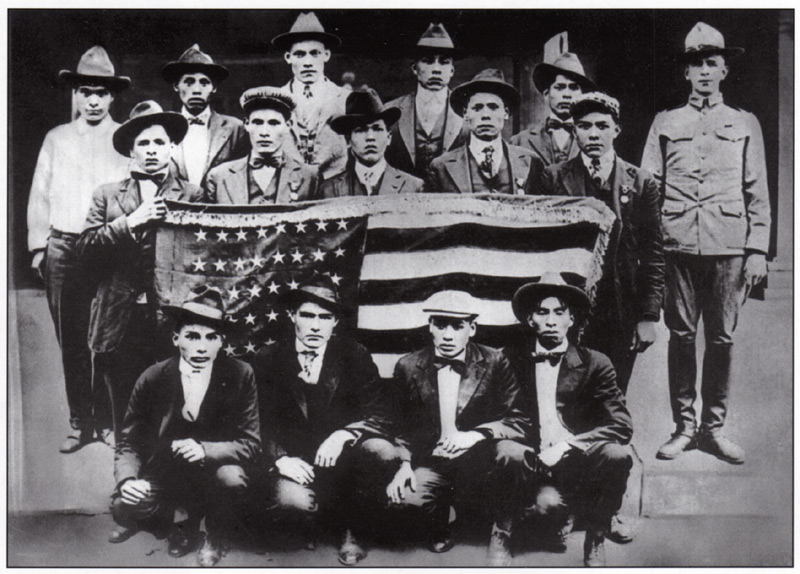

ينتمي المتحدثون بشيفرة تشوكتاو إلى قبيلة تشوكتاو الهندية في ولاية أوكلاهوما الأمريكية، إذ كانوا روّاداً في استخدام اللغات الأمريكية الأصلية كشيفرات عسكرية. لمعت أعمالهم البطولية في الأيام الأخيرة من الحرب العالمية الثانية. تؤكد حكومة قبيلة تشوكتاو على كون هؤلاء الرجال أول المستخدمين للشيفرة الأمريكية الأصلية في الجيش الأمريكي.

## الأصل
بدأت القوات المسلّحة الأمريكية باستخدام شيفرة اللغات الأمريكية الأصلية المعقّدة خلال الحرب العالمية الأولى. أثبتت القوات الألمانية حينها أنها متحدّثة ممتازة باللغة الإنجليزية وقادرة على كسر وخرق الشيفرات العسكرية الأمريكية.
لاحظ العقيد الأمريكي ألفريد وينرايت بلور وجود عدد من الهنود الأمريكيين الذين يخدمون معه في فرقة المشاة رقم 142 في فرنسا. سمع العقيد حديثاً يدور بين اثنين من الهنود بلغة تشوكتاو ولم يستطع فهمهم، فأدرك أن الألمان لم يتمكّنوا من فهمهم أيضاً مهما كانوا ماهرين باللغة الإنجليزية. إضافة إلى ذلك، لم تدوّن الكثير من النصوص المكتوبة باللغات الأمريكية الأصلية. اختبر العقيد بلور شفيرة باستخدام لغة تشوكتاو ونشرها كبديل عن الشيفرة العسكرية العادية بعد تعاونه الفعّال مع جنود تشوكتاو.
أُجري أول اختبار قتالي في 26 أكتوبر من عام 1918، حيث أمر العقيد بلور بسحب «حساس» لسريتين من سرايا الكتيبة الثانية من تشوفيلي إلى تشارديني. جرت عملية النقل بنجاح وصرّح العقيد بلور بأن «مفاجأة العدو التامة دليل على عدم تمكّنه من فك شيفرة الرسائل».  أكّد أحد الضباط الألمان المقبوض عليهم بأنهم شُوّشوا تماماً باللغة الهندية ولم يستطيعوا تحقيق مصالحهم أبداً من خلال التنصّت على المكالمات الهاتفية.
خدم الأمريكيون الأصليون حينها كمراسلين ومبعوثين بين الوحدات. أصبح نقل الرسائل متاحاً بغض النظر عن التنصت على الراديو أو خطوط الهاتف بعد أن وُضع أشخاص من قبيلة تشوكتاو في كل سرية من السرايا.
أعرب العقيد بلور عن سعادته ورضاه في مذكرة بعد انتهاء الحرب، إذ قال بأنهم «كانوا واثقين من إمكانية استفادتهم من الهاتف دون أي مخاطر». أشار العقيد بلور أيضاً إلى عدم قدرة لغة تشوكتاو بحد ذاتها على التعبير عن المصلحات العسكرية المُستخدمة. على سبيل المثال، لا توجد أي كلمة أو عبارة في هذه اللغة لوصف كلمة «الرشاش». لجأ المتحدثون بلغة تشوكتاو إلى الارتجال، فاستخدموا عبارة «المدفع الكبير» لوصف «المدفعية» وعبارة «المدفع الصغير الذي يُطلق النيران سريعاً» لوصف «الرشاش».
استنتج العقيد بلور أن النتائج كانت مُرضية للغاية.

## المتحدثين بالشيفرة
ينتمي أول الرجال المتحدثين بهذه الشيفرة في الولايات المتحدة بشكل كامل أو جزئي إلى قبيلة تشوكتاو الهندية. إذ وُلدوا جميعاً في قبيلة تشوكتاو التابعة للإقليم الهندي التي تعرف الآن بجنوب شرق أوكلاهوما، وذلك عندما كانت قبيلتهم جمهورية متمتّعة بالحكم الذاتي. بعد ذلك، استخدمت قبائل أخرى لغاتها في الوحدات العسكرية المختلفة وخصوصاً لغة النافاجو في الحرب العالمية الثانية.
يشمل المتحدّثون بهذه الشيفرة 19 شخصاً معروفاً، من بينهم:
1. ألبرت بيلي (8 أكتوبر من عام 1885- 29 مايو من عام 1959). ينتمي بيلي بشكل كامل إلى قبيلة تشوكتاو، إذ وُلد في هاو في مقاطعة سان بوا في قبيلة تشوكتاو في الإقليم الهندي. كان عضواً في الفرقة رقم 36 والسرية.E
2. ميتشل بوب (7 يناير من عام 1895- ديسمبر من عام 1921). وُلد في روف في قبيلة تشوكتاو التابعة للإقليم الهندي في أوكلاهوما. كان عضواً في فرقة المشاة رقم 142 وفي السرية.E
3. فيكتور براون (1896-1966). وُلد في براون في جودووتر التابعة لمقاطعة كياميتيا في قبيلة تشوكتاو.
4. بن كارتربي (11 ديسمبر من عام 1891- 6 فبراير من عام 1953). كانت منتمياً بشكل كامل إلى قبيلة تشوكتاو، وكان رقم سجلّه 1045. وُلد في إيدا في مقاطعة تشوكتاو في أوكلاهوما.
5. بنجامين فرانكلين كولبير (15 سبتمبر من عام 1900- يناير من عام 1964). وُلد في إقليم ديورانت الهندي وكان أصغر متحدثي الشيفرات في عصره. كان والده بنجامين كولبير الأب أحد الفرسان الأقوياء في الحرب الإسبانية الأمريكية.
6. جورج إدوين دافنبورت (28 أبريل من عام 1887- 17 أبريل من عام 1950). وُلد في فينلي في ولاية أوكلاهوما. جُنّد في القوات المسلحة في مسقط رأسه، وُسمّي باسم «جيمس». كان الأخ غير الشقيق لجوزيف دافنبورت.
7. جوزيف هارفي دافنبروت (22 فبراير من عام 1892- 23 أبريل من عام 1923). وُلد في فينلي في ولاية أوكلاهوما. دُفن في مقبرة العائلة في مزرعة تاكر.
8. جيمس (جيمسون) موريسون إدواردز (6 أكتوبر من عام 1898- 13 أكتوبر من عام 1962). وُلد في جولدن في مقاطعة ناشوبا في الإقليم الهندي. كان عضواً في فرقة المشاة رقم 142 وفي السرية.E
9. توبايس وليام فريزر (7 أغسطس من عام 1892- 22 نوفمبر من عام 1975). ينتمي فريزر بشكل كامل إلى قبيلة تشوكتاو، وكان رقم سجلّه 1823. وُلد في مقاطعة سيدار في قبيلة تشوكتاو.
10. بنجامين ويلبرن هامبتون (31 مايو من عام 1892). ينتمي بشكل كامل إلى قبيلة تشوكتاو، وكان رقم سجلّه 10617. وُلد في بينينغتون في مقاطعة بلو في قبيلة تشوكتاو في الإقليم الهندي الذي يُعرف الآن بمقاطعة براين في ولاية أوكلاهوما. كان عضواً في فرقة المشاة رقم 142 والسرية.E
11. نويل جونسون (25 أغسطس من عام 1894). وُلد في سميثفيل الهندية والتحق بمدرسة دوايت الهندية للتدريب وكان عضواً في فرقة المشاة رقم 142. ذكرت مسودة التسجيل الخاصة به في الحرب العالمية الأولى بأنه يمتلك نظراً ضعيفاً، كما قالت ابنة أخيه الكبرى كرستين لودلو إنه قد قُتل في فرنسا ولم تُعاد جثّته إلى الولايات المتحدة.
12. أوتيس ويلسون ليدر (6 مارس من عام 1882- 26 مارس من عام 1961). ينتمي بشكل كامل إلى قبيلة تشوكتاو، وكان رقم سجلّه 13606. وُلد فيما يُعرف اليوم بمقاطعة أتوكا في أوكلاهوما. دُفن في مقبرة كولجيت.
13. سولومون بوند لويس (22 أبريل من عام 1898- 15 فبراير من عام 1972). ينتمي إلى قبيلة تشوكتاو بشكل كامل، إذ وُلد في هوتشاتاون في مقاطعة إيغل في قبيلة تشوكتاو في الإقليم الهندي. كان عضواً في فرقة المشاة رقم 142 وفي السرية.E تُوفّي في بيننغتون في مقاطعة براين في أوكلاهوما.
14. بيت مايتوبي (26 سبتمبر من عام 1892- 1964). ينتمي بشكل كامل إلى قبيلة تشوكتاو، وكان رقم سجلّه 4685. وُلد في ريغان في الإقليم الهندي الموجود حالياً في مقاطعة جونستون في أوكلاهوما. كان عضواً في فرقة المشاة رقم 142 وفي السرية.E دُفن في مقبرة مدينة تيشومينغو قي مدينة تيشومينغو في أوكلاهوما.
15. جيف نيلسون (غير معروف). كان عضواً في فرقة المشاة رقم 142 وفي السرية.E
16. جوزيف أوكلومبي (1 مايو من عام 1895- 13 أبريل من عام 1960). وُلد في بوكشيتو في مقاطعة ناشوبا في قبيلة تشوكتاو في الإقليم الهندي. لُقّب باسم «أوكلاومبي» الذي يعني «القاتل» في لغة تشوكتاو. كان عضواً في فرقة المشاة رقم 142 ومركز إدارة السرية. كان أحد أبطال الحرب المميزين في أوكلاهوما، إذ تُعرض ميداليته في جمعية أوكلاهوما التاريخية في مدينة أوكلاهوما.
17. روبرت تايلر (13 يناير من عام 1894). ينتمي بشكل كامل إلى قبيلة تشوكتاو، وكان رقم سجلّه 916. وُلد في إيدابل في مقاطعة كاكورتين في أوكلاهوما (بناءً على تسجيله في الجيش في عام 1917)، وكان عضواً في فرقة المشاة رقم 142 والسرية.E
18. تشارلز والتر فيتش (18 مايو من عام 1884- 13 أكتوبر من عام 1966).  ينتمي بشكل كامل إلى قبيلة تشوكتاو، وكان رقم سجلّه 10021. وُلد فيتش في دورانت في مقاطعة أوكلاهوما (التي كانت حينها مقاطعة بلو في الإقليم الهندي). خدم في آخر دورة لتشوكتاو وأصبح قائداً للحرس الوطني في فرقة المشاة رقم 1 في السرية H التي تمركزت حينها على حدود تكساس ودحضت تمرّد كريزي سنيك. بقي فيتش قائداً بعد أن جُمعت السرية H وفرقة مشاة أوكلاهوما رقم1 مع السرية E وفرقة المشاة رقم 142 والكتيبة رقم 36 في الجيش الأمريكي على حدود تكساس في شهر أكتوبر من عام 1917. بعد الحرب العالمية الثانية، مثّل فيتش قبيلة تشوكتاو في المجلس القبلي الذي ضمّ 5 قبائل متحضّرة. دُفن في مقبرة هايلاند في ديورانت في أوكلاهوما.
19. كالفن ويلسون كالفن (25 يونيو من عام 1894). وُلد في إيغلتاون في مقاطعة إيغل في قبيلة تشوكتاو في الإقليم الهندي. كان عضواً في فرقة المشاة رقم 142 وفي السرية.E بقي تاريخ وفاته غير معروف.